# سول‌میت (فیلم ۲۰۱۶)
سول‌میت (انگلیسی: Soul Mate) فیلم عاشقانه درام محصول چین در سال ۲۰۱۶ بر پایه رمانی با همین نام است. در این فیلم ژو دونگیو و ما سیچون ایفای نقش کردند. این فیلم در ۱۴ سپتامبر ۲۰۱۶ منتشر شد. سول‌میت در فیلم محصول سال ۲۰۲۳ کره جنوبی با همین نام اقتباس شده است.

## بازیگران
- ژو دونگیو[۲]
- ما سیچون[۲]
- توبی لی[۲]